# Gassan Diamonds
GASSAN Diamonds is een Nederlandse diamant- en juwelenhandel in Amsterdam. Het bedrijf verkocht in 2005 diamanten en andere voorwerpen ter waarde van ongeveer honderd miljoen euro.

## Geschiedenis
Het bedrijf is in oktober 1945 opgericht door de Nederlandse diamanthandelaar Samuel Gassan in de voormalige diamantslijperij van Gebroeders Boas aan de Nieuwe Uilenburgerstraat, waar hij voor de oorlog was opgeleid tot diamantslijper. Het was in eerste instantie gevestigd in de Diamantbeurs op het Weesperplein in Amsterdam. Het bedrijf importeerde en exporteerde zowel ruwe als geslepen diamanten. Daarnaast werden ook kleuredelstenen en diamanten juwelen verhandeld. Gassan Diamonds was tegelijkertijd groothandel en detaillist. In 1950 was het bedrijf zo gegroeid dat men besloot het bedrijf te verhuizen naar een grotere locatie op de (nu vanwege de bouw van de Stopera niet meer bestaande) Zwanenburgerstraat. Het bedrijf had in die tijd 23 mensen in dienst.
In 1955 werd de naam van het bedrijf gewijzigd in Samuel Gassan N.V. Door overname van de Diamant Associatie B.V. bleek opnieuw verhuizing noodzakelijk. De nieuwe locatie bevond zich op de Nieuwe Achtergracht, tegenover de Diamantbeurs (Amsterdam Diamond Exchange). Het bedrijf kwam tot het inzicht dat een goede uitleg over diamanten en het ambacht van diamantslijpen aan toeristen een verhoogde appreciatie en verkoop van het product tot gevolg had. Er werd uitleg gegeven over de verschillende factoren die de kwaliteit en de prijs van een diamant beïnvloeden en er werden diamanten getoond. Na de rondleiding was er een mogelijkheid om losse geslepen diamanten en gouden juwelen met diamanten te kopen. Deze formule is succesvol gebleven.

### Buiten Nederland
Reclame in het buitenland en uitbreiding van de groothandel had tot gevolg dat het bedrijf groeide. In 1952 werd een kantoor te Antwerpen geopend. In 1959 volgden er kantoren in Pforzheim en Düsseldorf, gevolgd door Tel Aviv (1960), Zug (1966), en New York (1980). Sinds 1969 is de onderneming ook aanwezig op de luchthaven Schiphol. Hier werd de eerste Tax Free Diamantair gevestigd. Daarna werden ook belastingvrije winkels op de luchthavens Heathrow (londen) en Changi (Singapore) geopend.

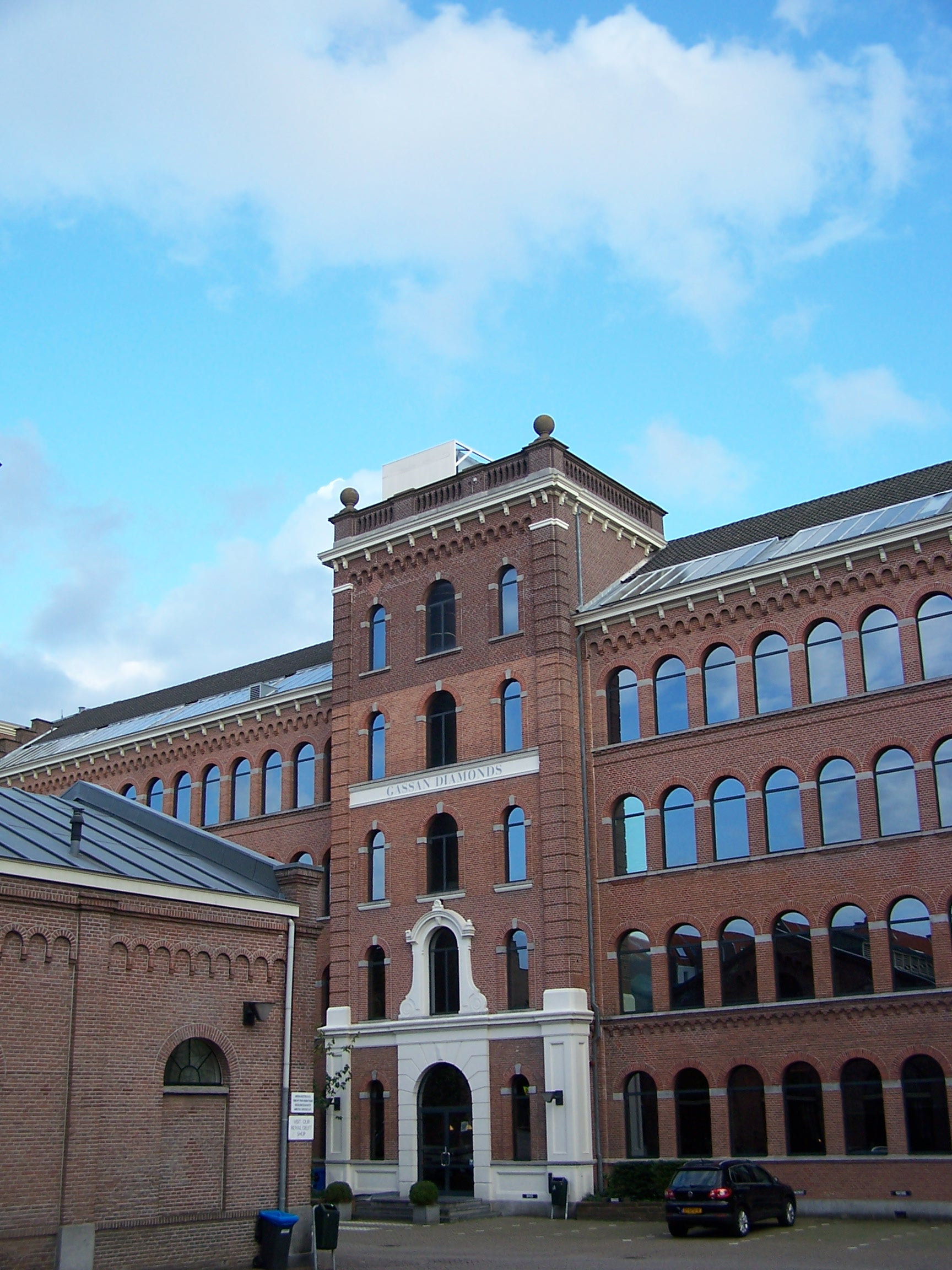
Boas-gebouw aan de Nieuwe Uilenburgerstraat

### Opvolgers van Samuel Gassan
Na het overlijden van Samuel Gassan in 1983 werd het bedrijf overgenomen door zijn kleinzoons, Benno en Guy Leeser. Benno werkt vanaf 1973 voor het bedrijf en is president-directeur van het hoofdkantoor. Guy startte in 1980 en is verantwoordelijk voor het kantoor in New York. De groei van het bedrijf had als gevolg dat er in 1990 een groter bedrijfspand nodig werd.

### Opnieuw een verhuizing
GASSAN Diamonds verhuisde naar de historische diamantslijperij van de gebroeders Boas, waar de slijpmachines voornamelijk werden aangedreven door stoom. Het monumentale gebouw bevindt zich op het eiland Uilenburg in het centrum van Amsterdam.

### Combinatie met Stoeltie Diamonds
Het bezoekersaantal in de afgelopen jaren varieerde van 250.000 tot 300.000 bezoekers per jaar. In 1990 sloot een andere diamantair in Amsterdam zich aan bij het bedrijf, namelijk Holshuysen and Stoeltie B.V. (meestal afgekort tot Stoeltie). Dit bedrijf richtte zich voornamelijk op de verkoop van diamanten en gouden juwelen met diamanten aan toeristen. Stoeltie Diamonds werd onafhankelijk van GASSAN Diamonds gerund, en kon beschouwd worden als een vriendelijke concurrent van GASSAN Diamonds. In hetzelfde jaar startte het bedrijf met de verkoop van diamanten sieraden aan boord van vliegtuigen van de KLM.
Stoeltie was, net als Gassan, onderdeel van van de Amsterdam Diamond Group. Stoeltie trok vooral veel bezoekers uit de Verenigde Staten. Het bezoek vanuit de VS liep na de aanslagen van 11 september 2001 enorm terug, waardoor Stoeltie moest sluiten.

### Combinatie met De Porceleyne Fles
In april 2000 vormden GASSAN Diamonds en de Koninklijke Nederlandse producent van Delfts blauw, ‘De Porceleyne Fles’ een partnerschap. In het voormalige ketelhuis is een uitgebreide collectie van Delfts blauw porselein te zien en een collectie van Westraven. De onderneming prijst samen met GASSAN de stad Amsterdam in de rest van de wereld aan als de ‘diamantstad’.

## Producten
Bij de oprichting van GASSAN Diamonds verdiende het bedrijf vooral veel geld met de verkoop van diamanten en sieraden, tegenwoordig verkoopt GASSAN echter ook veel exclusieve dames- en herenhorloges. In de GASSAN boutiqes zijn bijvoorbeeld veel horloges van Rolex, Audemars Piguet, Cartier, Panerai, Frederique Constant, IWC en Jaeger-LeCoultre te vinden.

## Diefstal door eigen werknemer
Op 4 augustus 2001 stal Dennis P., een werknemer van GASSAN Diamonds, 8137 diamanten en andere juwelen van zijn werkgever. Hij verborg de diamanten in een doos van een magnetron. De totale waarde van de diamanten en juwelen bedroeg ongeveer tien miljoen euro. Al eerder, in juni 1999 had P. als mede-eigenaar van het bedrijf Euro Diamonds, zich sieraden toegeëigend die hij van iemand in bewaring had gekregen. P. vluchtte na de diefstal naar Duitsland en Mexico, maar gaf zichzelf uiteindelijk over aan de Nederlandse autoriteiten op 4 september. Dennis P. kreeg een celstraf van 2,5 jaar, maar werd eerder vrijgelaten wegens goed gedrag. Het boek Aan de haal van Gijsbert Termaat en Tjerk de Vries en de film Dennis P. zijn op deze gebeurtenis gebaseerd.